# Ambronay
Ambronay [ɑ̃.bʁɔ.ne] ist eine französische Gemeinde im Département Ain in der Region Auvergne-Rhône-Alpes.

## Geografie
Die ländlich geprägte Gemeinde Ambronay liegt am Fuß der südwestlichsten Jura-Ausläufer, etwa fünf Kilometer nördlich von Ambérieu-en-Bugey und 30 Kilometer nordwestlich von Bourg-en-Bresse. Das Gemeindegebiet wird vom Bach Cozance, im Süden vom Flüsschen Seymard durchquert.

## Geschichte
Die Benediktinerabtei Notre-Dame wurde gegen Ende des 9. Jahrhunderts gegründet. Im Zuge der Französischen Revolution wurde die Abtei säkularisiert. Die Abteikirche Notre-Dame wurde Pfarrkirche und 1889 als Monument historique klassifiziert. Die Klostergebäude sind heute Schauplatz eines Festivals für Alte Musik.

### Bevölkerungsentwicklung
| Jahr                       | 1962 | 1968 | 1975 | 1982 | 1990 | 1999 | 2009 | 2020 |
| Einwohner                  | 1037 | 1193 | 1270 | 1862 | 1996 | 2146 | 2328 | 2827 |
| Quellen: Cassini und INSEE |      |      |      |      |      |      |      |      |

## Sehenswürdigkeiten

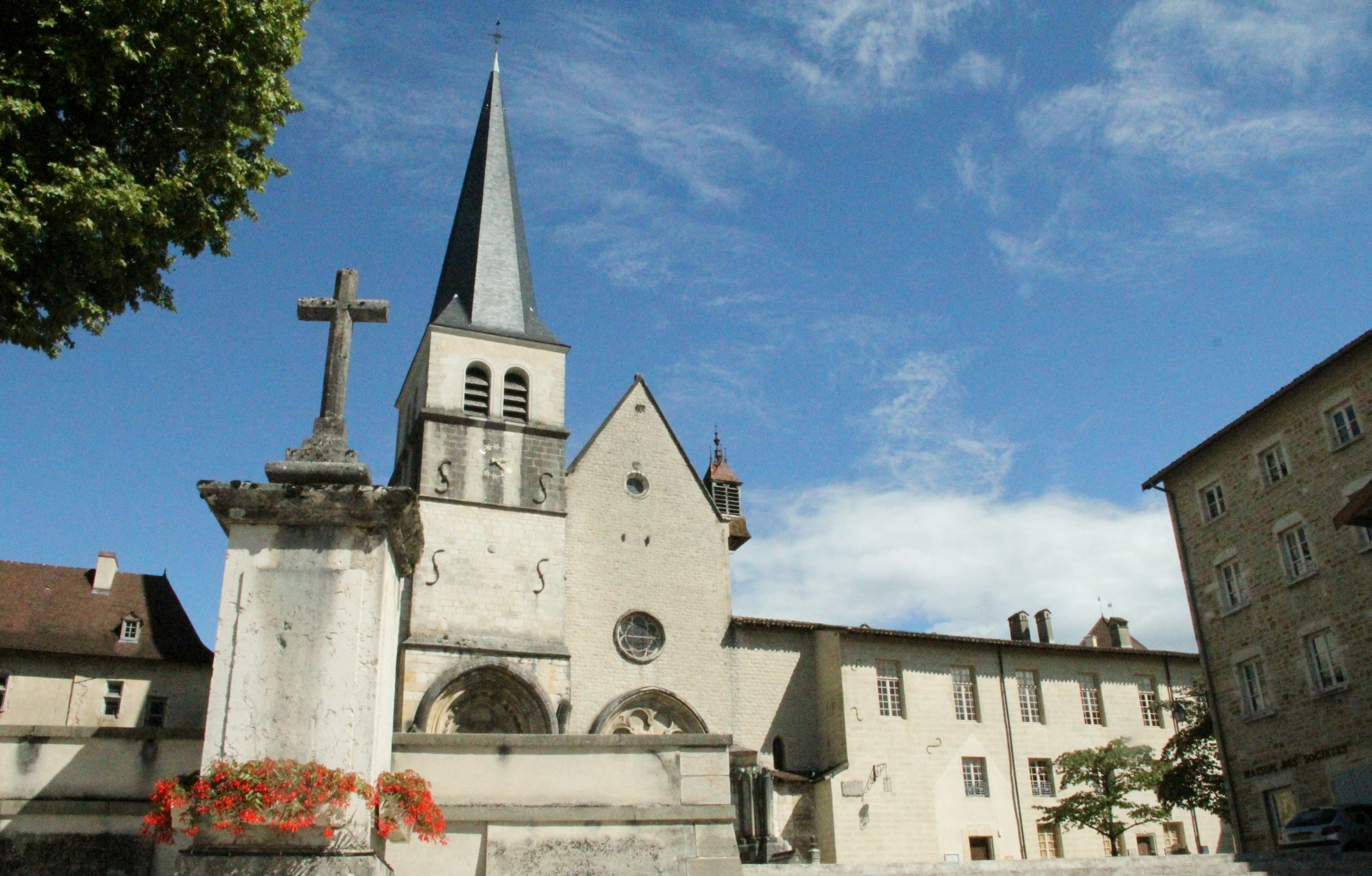
Abteikirche Notre-Dame
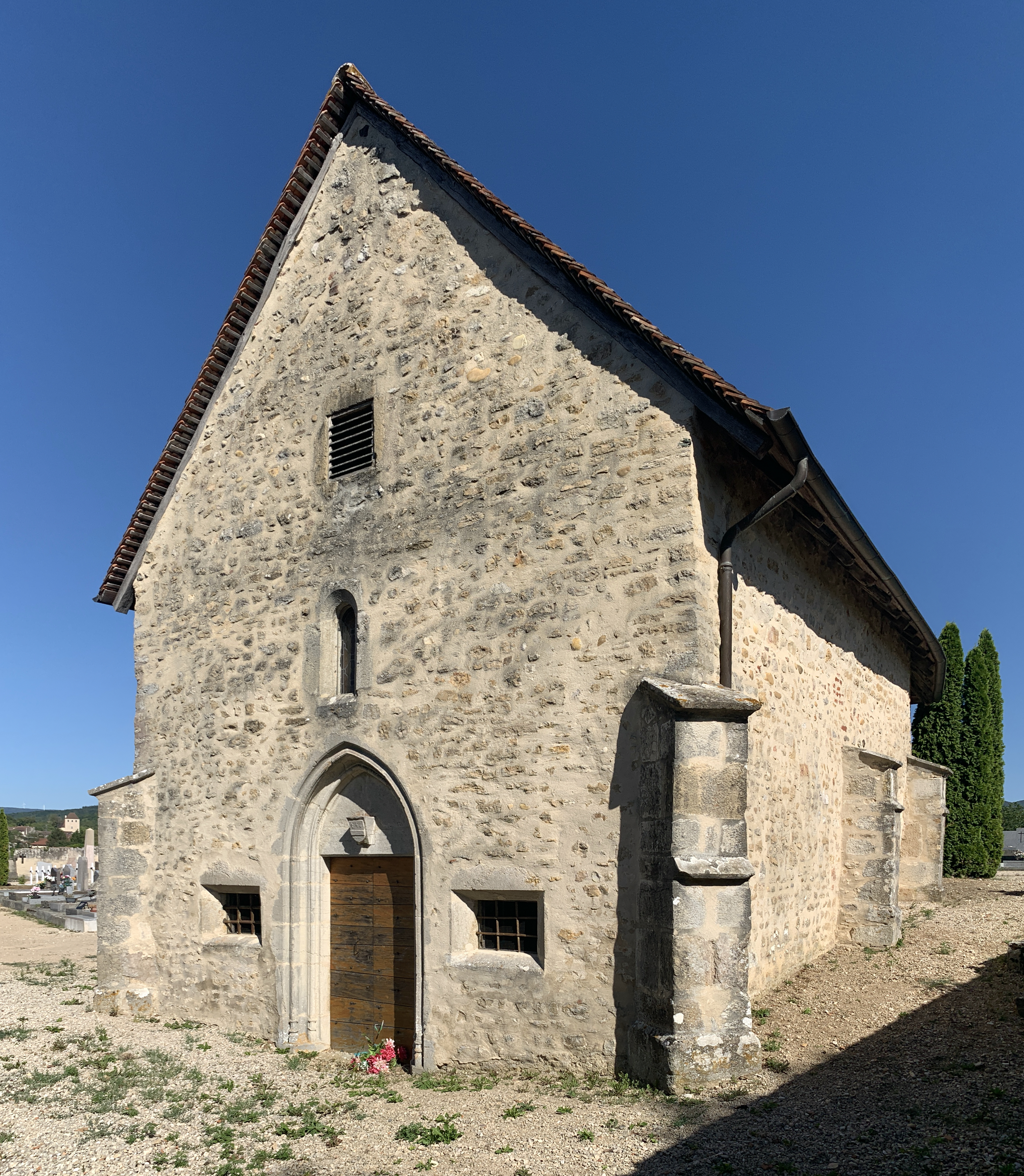
Kapelle Saint-Jacques
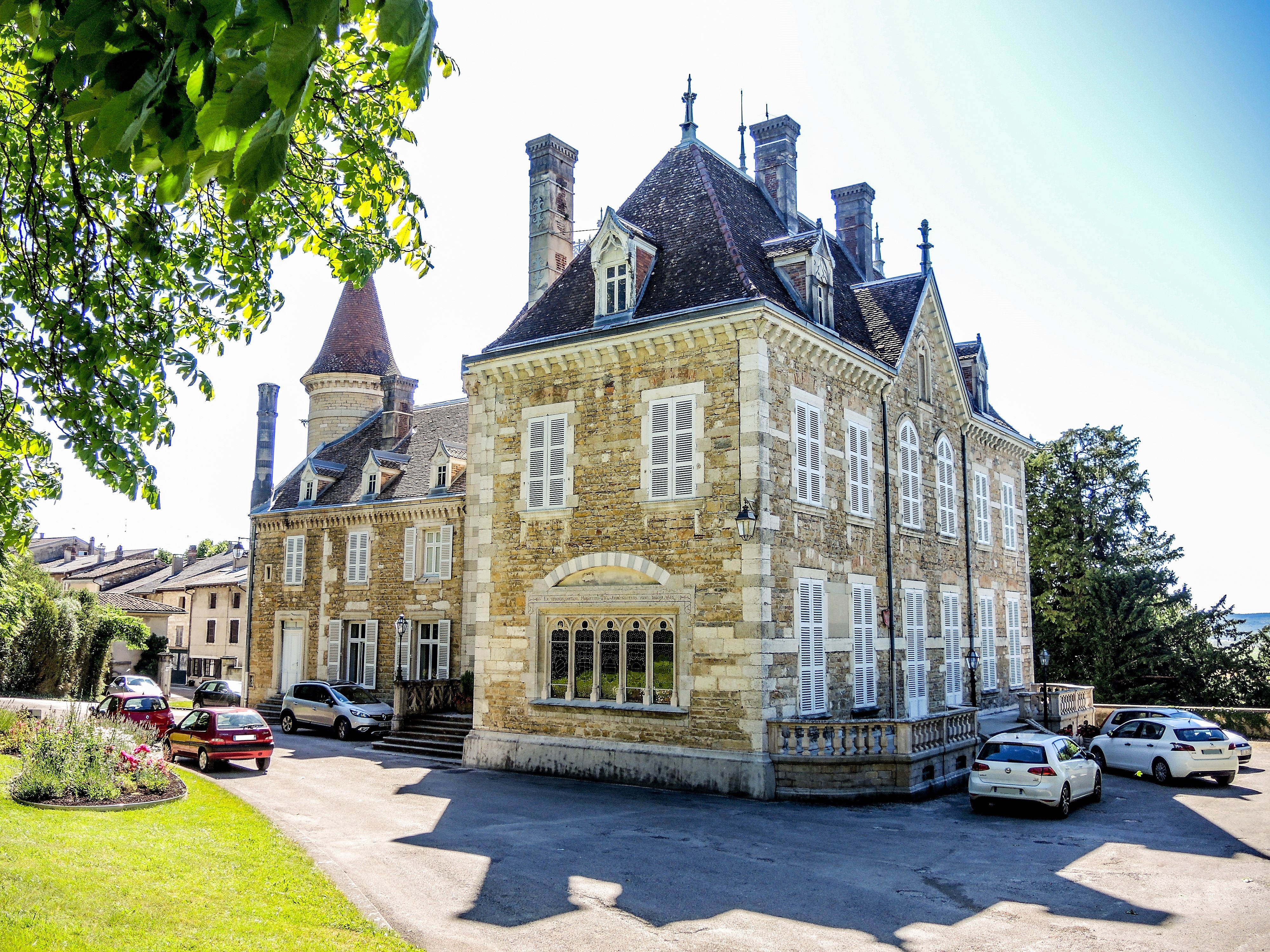
Schloss Ambronay, als Rathaus genutzt
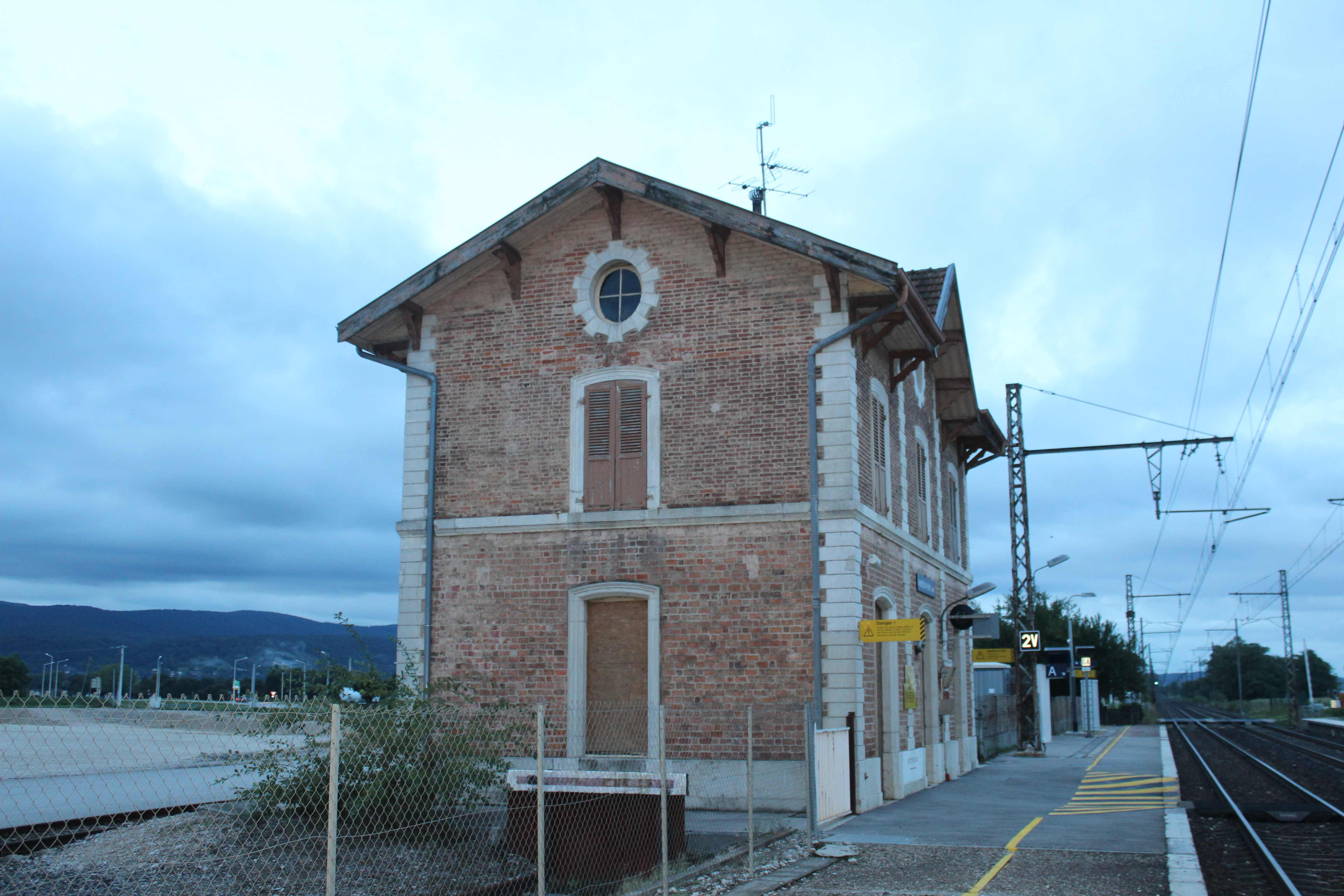
Bahnhof
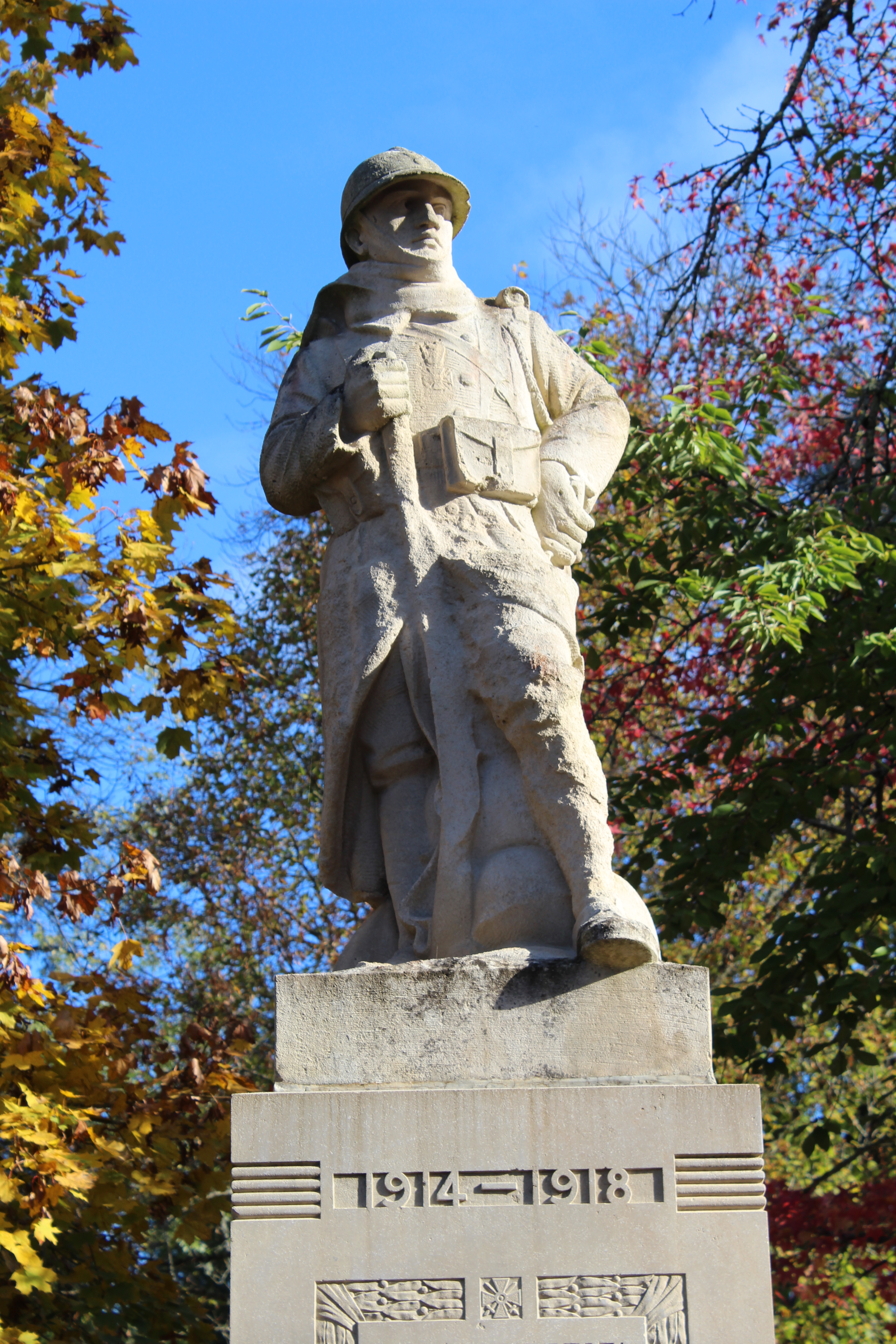
Gefallenendenkmal
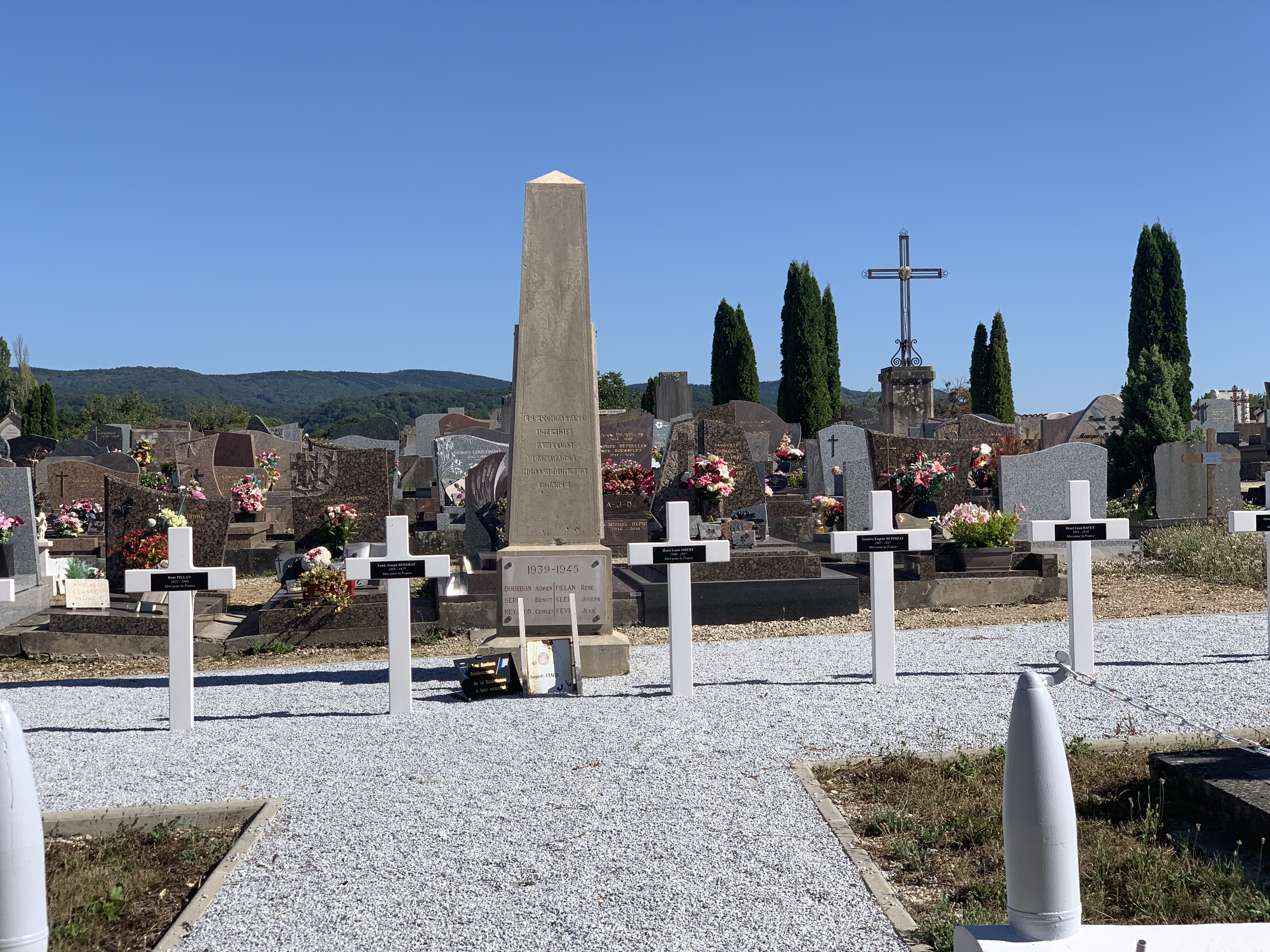
Soldatenfriedhof

- Schloss Ambronnay

- Abteikirche Notre-Dame
- Kapelle Saint-Jacques
- Schloss Ambronay, als Rathaus genutzt
- Bahnhof
- Gefallenendenkmal
- Soldatenfriedhof